# Liftback
Liftback es un tipo de carrocería utilizada en algunos automóviles de turismo, en la que la tapa del maletero incluye el vidrio trasero («portón trasero»), que queda muy inclinado con respecto a la vertical (lo que se conoce como silueta fastback). El portón trasero se considera una puerta más, por lo que los liftback con dos y cuatro puertas laterales se denominan «tres puertas» y «cinco puertas» respectivamente.

## Origen del término

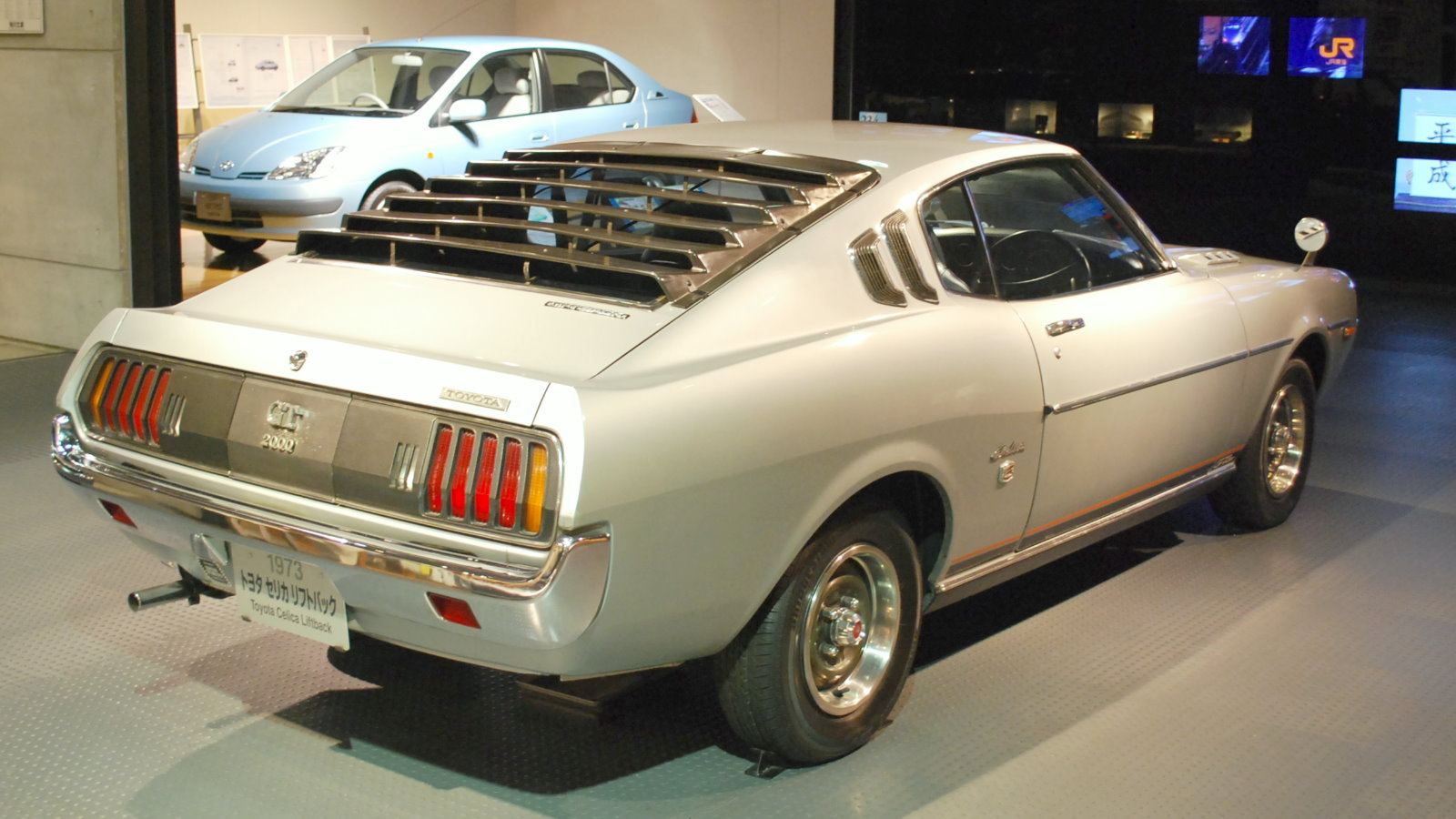
Toyota Celica de 1973, el primer "liftback" denominado como tal

Toyota ideó el término "liftback" en 1973 para describir el perfil inclinado de la parte trasera del Celica, equipado con un portón de cola con las bisagras en el techo, opuesto al cupé de techo rígido introducido tres años antes. Como el perfil de la parte superior del vehículo no presenta cambios bruscos, también puede definirse como un hatchback de estilo fastback.

## Ejemplos
Algunos vehículos comenzaron su vida comercial sin portón trasero, pero debido a presiones del mercado la luna trasera fue añadida a la tapa del maletero. Algunos ejemplos son el Fiat 127 y el Citroën GS. Este tipo de carrocería es bastante común en modelos europeos del segmento D. Modelos como el Citroën C5, el Ford Mondeo, el Nissan Primera, el Opel Vectra, y el Volkswagen Passat han tenido versiones liftback. Dentro del segmento C también se han visto algunos casos como SEAT con su primer SEAT Toledo, cuyo gran portón trasero, práctico para colocar el equipaje, le hizo muy popular sobre todo en el sector del taxi junto al Škoda Octavia. Los fabricantes asiáticos como Toyota también tuvieron mucha aceptación con las versiones liftback de sus modelos Celica y Corolla de fines de la década de 1970 y los surcoreanos de Hyundai tuvieron varios modelos liftback en las gamas Accent y Elantra.

## Diferencias con otras carrocerías
La diferencia entre un hatchback y un liftback es que en el segundo caso el vidrio trasero está mucho más inclinado, y suele haber un pequeño escalón horizontal en la parte inferior del vidrio. Comparado con un sedán, el vidrio trasero está incluido en la tapa del maletero y va aún más inclinado, y la zona horizontal de la tapa es mucho más corta. Muchos modelos de automóviles tienen tanto versiones liftback como sedán, con lo que la diferencia entre ambas variantes es únicamente el formato de la parte trasera.